# 4606 Saheki
4606 Saheki este un asteroid din centura principală, descoperit pe 27 octombrie 1987 de Tsutomu Seki.